# Сеид Нураддин
Сеид Нураддин-хан Тура (1851 — 1878) — представитель правящей бухарской узбекской династии мангытов, чарджуйский бек в Бухарском эмирате. Второй сын Эмира Бухары Музаффара.
По поручению Музаффара собрав войска в Карши участвовал в сражении Гузаре против своего мятежного брата, Сеид Абдумаликом.
Музаффар считал его умным и талантливым и хотел сделать наследником престола, но тот неожиданно скончался в 1878 году, заболев туберкулёзом.
Мирза Салимбек в своём сочинении «Тарих-и Салими» про Сеид Нураддина пишет следующее:

Саййид Мир Нураддин тура был умным и ученым человеком. У него есть превосходные стихи под псевдонимом Хайа. Он всегда слушался отца и был покорным ему.
.
Сеид Нураддин писал стихи под псевдонимом Хайа.